# 本馬学
本馬 学（ほんま まなぶ、1991年7月3日 - ）は、日本の男性ファッションモデル。元トヨタオフィス所属。茨城県出身。

## 略歴
- 芸能事務所 トヨタオフィスに所属。
- サマンサタバサのメンズモデルとして活動している。

## 出演

### イベント
- 東京ランウェイ 2014 S/S (2014年3月、国立代々木第一体育館)
- 神戸コレクション 2014 A/W (2014年8月、神戸ワールド記念ホール)
- 東京ランウェイ 2014 A/W (2014年9月、幕張メッセ)
- 東京ランウェイ 2015 S/S (2015年2月、横浜アリーナ)

### CM
- 誉田進学塾 グループ(2014年)

### 雑誌
- 男性ファッション誌『kirari』(2012年 マガジンマガジン)